# Arthur Owen
Arthur Owen,  britanski dirkač Formule 1, * 21. marec 1915, Forest Gate, London, Anglija, Združeno kraljestvo, † 27. april 2002, Vilamoura, Portugalska.
Arthur Owen je pokojni britanski dirkač Formule 1. V svoji karieri je nastopil le na predzadnji dirki sezone 1960 za Veliko nagrado Italije, kjer je z dirkalnikom Cooper T45 lastnega privatnega moštva odstopil v prvem krogu zaradi trčenja. Umrl je leta 2002.

## Popolni rezultati Formule 1
(legenda) (odebeljene dirke pomenijo najboljši štartni položaj, poševne pa najhitrejši krog, †-uvrščen kljub odstopu)
| Leto | Moštvo      | Šasija     | Motor             | 1   | 2   | 3   | 4   | 5   | 6   | 7  | 8   | 9       | 10  | Prv | Toč |
| ---- | ----------- | ---------- | ----------------- | --- | --- | --- | --- | --- | --- | -- | --- | ------- | --- | --- | --- |
| 1960 | Arthur Owen | Cooper T45 | Climax Straight-4 | ARG | MON | 500 | NIZ | BEL | FRA | VB | POR | ITA Ret | ZDA | -   | 0   |